# Роган, Анри де
Герцог Анри II де Роган (фр. Henri II de Rohan; 25 августа 1579 — 28 февраля 1638) — первый герцог Роган, возглавлявший французских протестантов (гугенотов) при Людовике XIII.
После восшествия Генриха IV Наваррского на французский престол традиционные лидеры гугенотов из числа Бурбонов и Конде перешли в католичество. Верность кальвинизму сохранили только Роганы — следующие за Бурбонами в линии наследования наваррского престола. Многие гугеноты видели своего лидера в юных братьях Роганах — Анри и его младшем брате Бенжамене. После ранней смерти отца, принца Рене де Рогана, воспитанием мальчиков занималась мать, ревностная кальвинистка Екатерина де Партене.
Генрих IV пытался привязать Роганов (своих троюродных братьев по материнской линии) ко французскому двору. С 16 лет они находились в Париже, в 24 года Анри был пожалован герцогским титулом и назначен главнокомандующим швейцарцами, в 1605 году — женился на дочери всемогущего Сюлли. Он много путешествовал по протестантским владениям Стюартов и при крещении Карла Стюарта выступал в качестве крёстного отца.
После убийства Генриха IV герцог Роган стал главой гугенотов уже не на словах, а на деле. Он активно отстаивал их интересы при дворе, стараясь выступать посредником между гугенотами и правительством Марии Медичи, отличился на полях сражений в Лотарингии, а ещё при жизни своего царственного тёзки — при взятии Юлиха (1610). 
Когда началось возвращение католической церкви секуляризированных гугенотскими правителями владений, Роган убеждал своих единоверцев взяться за оружие (1621), но в 1622 году подчинился двору, получив маршальский жезл (договор в Монпелье). Ещё меньше успеха имел он в восстании гугенотов против Ришельё (1625—1629), центральным событием которого была осада его брата Бенжамена в Ла-Рошели.
После подавления гугенотских выступлений Роган бежал в Венецию, предполагая создать на Кипре убежище для всех преследуемых протестантов, о чём вёл деятельные переговоры с османским султаном. Осознав несбыточность этого прожекта, Роган в 1633 году включился в Тридцатилетнюю войну. Приняв начальство над французскими отрядами в Швейцарии, он изгнал испанцев и австрийцев из Вальтелины, а в 1636 году победил испанцев при озере Комо.
В 1637 году граубюнденцы восстали против французского владычества, но неприязнь наперсника Ришельё, отца Жозефа, лишила Рогана всякой поддержки. Отозванный за самовольное заключение невыгодного договора (1637), герцог удалился в лагерь герцога Саксен-Веймарского, и в 1638 году в битве при Рейнфельдене получил смертельную рану. Дочь его через несколько лет вышла замуж за аквитанского дворянина Анри де Шабо, который с дозволения короля унаследовал все титулы и владения покойного тестя.

## Сочинения
- «Mémoires sur les choses advenues en France depuis la mort de Henri IV jusqu’à la paix au mois de juin 1629» (Париж, 1630; 8 изд., Амстердам, 1756),
- «Mémoires et lettres sur la guerre de la Valteline» (Женева и Париж, 1758; том 1, т. 2, т. 3) и др.